# Gabriele Schaal
Gabriele Schaal (verheiratete Gabriele Müller) (* 17. August 1944) ist eine ehemalige deutsche Basketballspielerin.

## Leben
Mit dem SC Chemie Halle erreichte sie 1969 das Endspiel des Europapokals der Landesmeister stand, dort verlor man jedoch gegen Riga. Sie wurde mit Halle in den 1960er und 1970er Jahren mehrmals Meister der Deutschen Demokratischen Republik. Mit der DDR-Nationalmannschaft gewann Schaal 1966 in Rumänien die Bronzemedaille bei der Europameisterschaft, bei der Weltmeisterschaft 1967 in Prag kam man auf den vierten Platz. Schaal nahm ebenfalls an den EM-Turnieren 1964, 1968 und 1972 teil. Insgesamt wurde sie 107 Mal in die Auswahl berufen. Von 1974 bis 1977 übte sie das Amt der Trainerin der weiblichen DDR-Jugendnationalmannschaft aus.